# Parc Nacional de Gobustan
El Parc nacional de Gobustan es troba a l'oest de l'assentament de Gobustan, al voltant de 64 quilòmetres al sud-oest del centre de Bakú. Fou establert l'any 1966 quan la regió va ser declarada com un monument històric nacional de l'Azerbaidjan en un intent de conservar les antigues talles, volcans de llot i pedres de gas a la regió. El paisatge cultural d'art rupestre inclòs al Parc nacional de Gobustan va ser declarat Patrimoni de la Humanitat per la Unesco l'any 2007.
La reserva estatal de Gobustan és molt rica en monuments arqueològics, la reserva té més de 600.000 pintures rupestres, que representen homes primitius, animals, peces de batalla, danses rituals, toreig, barques amb remers, guerrers amb llances a les seves mans, caravanes de camells, imatges del sol i els estels, que daten de mitjana 5.000-20.000 anys. Avui Gobustan és la reserva estatal més popular i una valuosa mina de l'Azerbaidjan.

## Talles prehistòriques

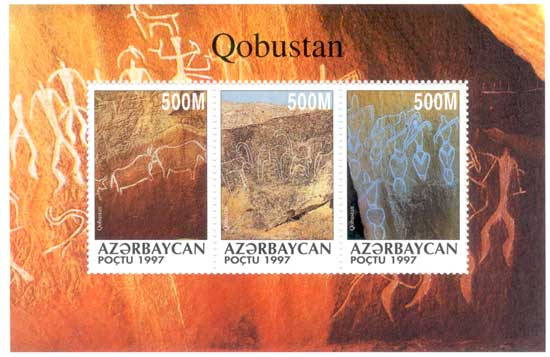
Les imatges sobre les roques a la reserva de Gobustan (dels segles X-V aC)

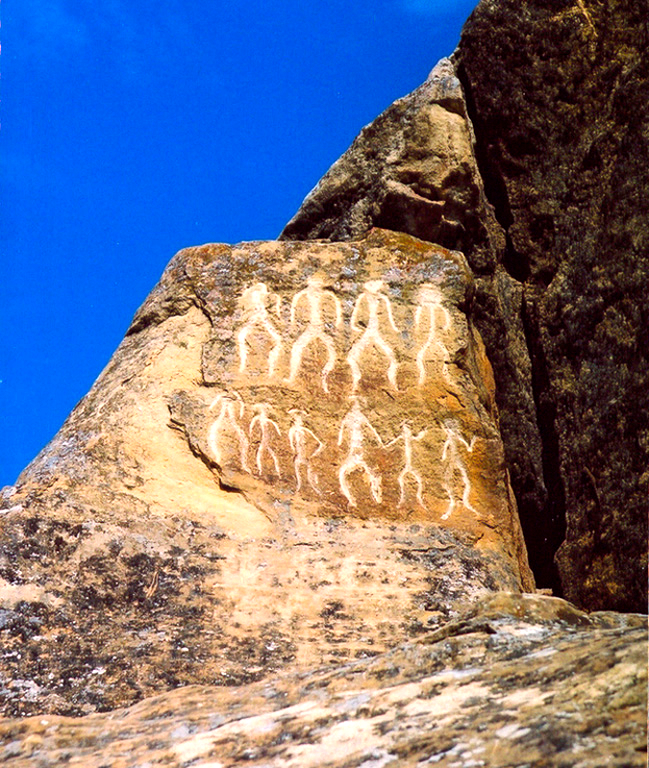
Gravats rupestres a Gobustan que es remunten a l'any 10.000 aC

Les talles rupestres i petròglifs en el lloc mostren captivadores imatges de la vida prehistòrica en el Caucas. Els esbossos ben conservats mostren antigues poblacions que viatgen en barques de joncs; homes caçant antílops i toros salvatges, així com dones ballant. El famós antropòleg noruec Thor Heyerdahl va tornar moltes vegades a l'Azerbaidjan entre 1961 i la seva mort l'any 2002 per estudiar el lloc en el seu «Jakten på Odin(A la recerca de Odín)».
Els petròglifs de Gobustan estan representats en el revers dels bitllets de 5 manats azerbaidjans emesos des de 2006.

## Volcans de llot
S'estima que 300 dels al voltant de 700 volcans de llot que es calcula que existeixen al món es troben a Gobustan, Azerbaidjan i el mar Caspi.
Molts geòlegs així com turistes del llot nacionals i internacionals caminen a llocs com el Cràter Firuz, Gobustan, Salyan i acaben feliçment coberts de llot que es creu que té propietats medicinals. L'any 2001 un volcà de llot a 15 quilòmetres de Bakú fou notícia internacional quan sobtadament va començar a llançar flames de 15 metres d'alt.

## Gaval Dash
El Gaval Dash és una pedra musical natural que només pot trobar-se a Gobustan, Azerbaidjan. Entre els llibres de pedra hi ha una gran pedra plana formada sobre 3 suports. Si es toca amb una pedra petita, sorgeixen pedres musicals. La pedra porta el nom de Gaval Dash, el so pot comparar-se al d'una pandereta. El Gaval Dash es va formar a causa d'una combinació de clima únic, oli i gas que pot trobar-se a la regió de l'Azerbaidjan.

## Galeria d'imatges

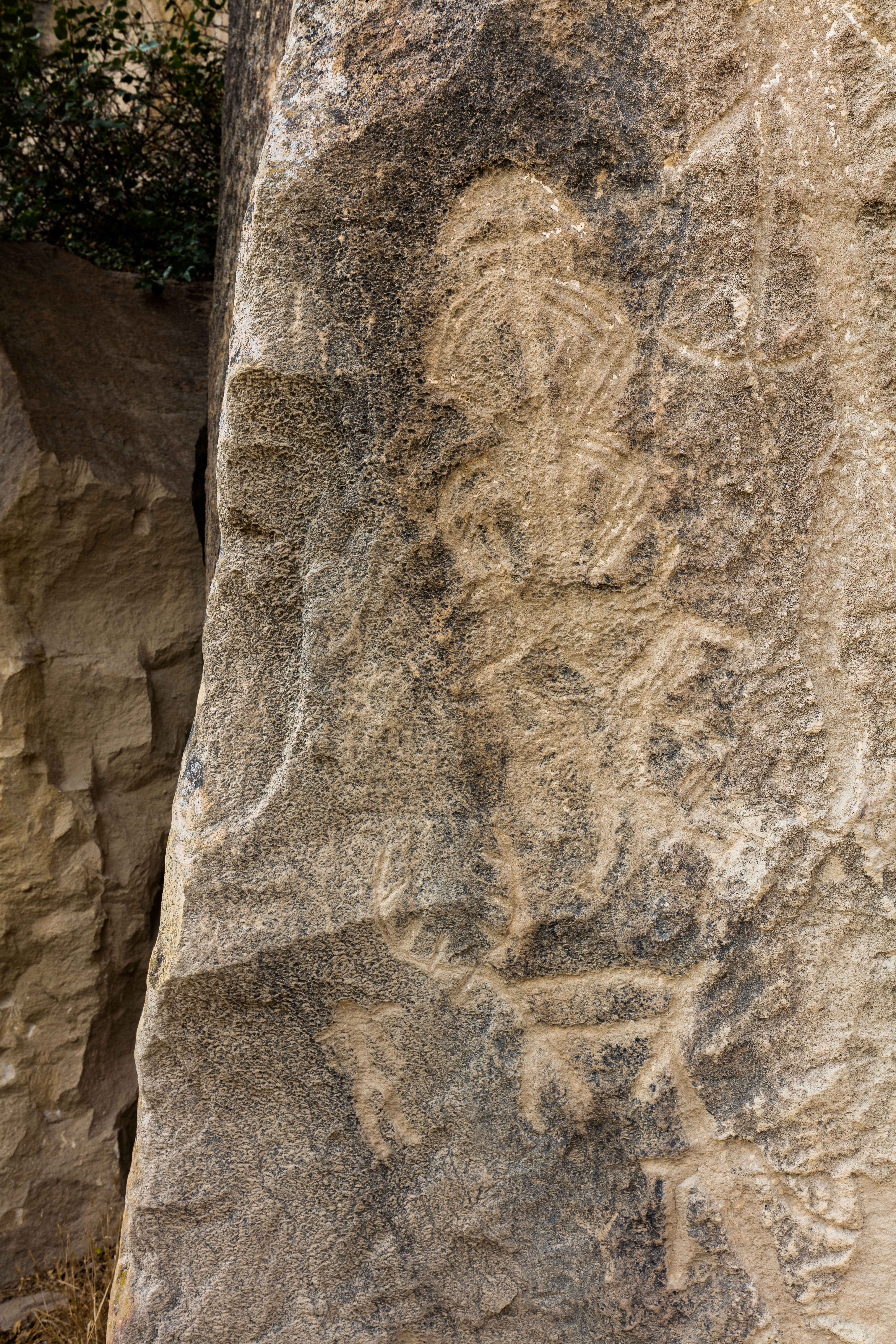
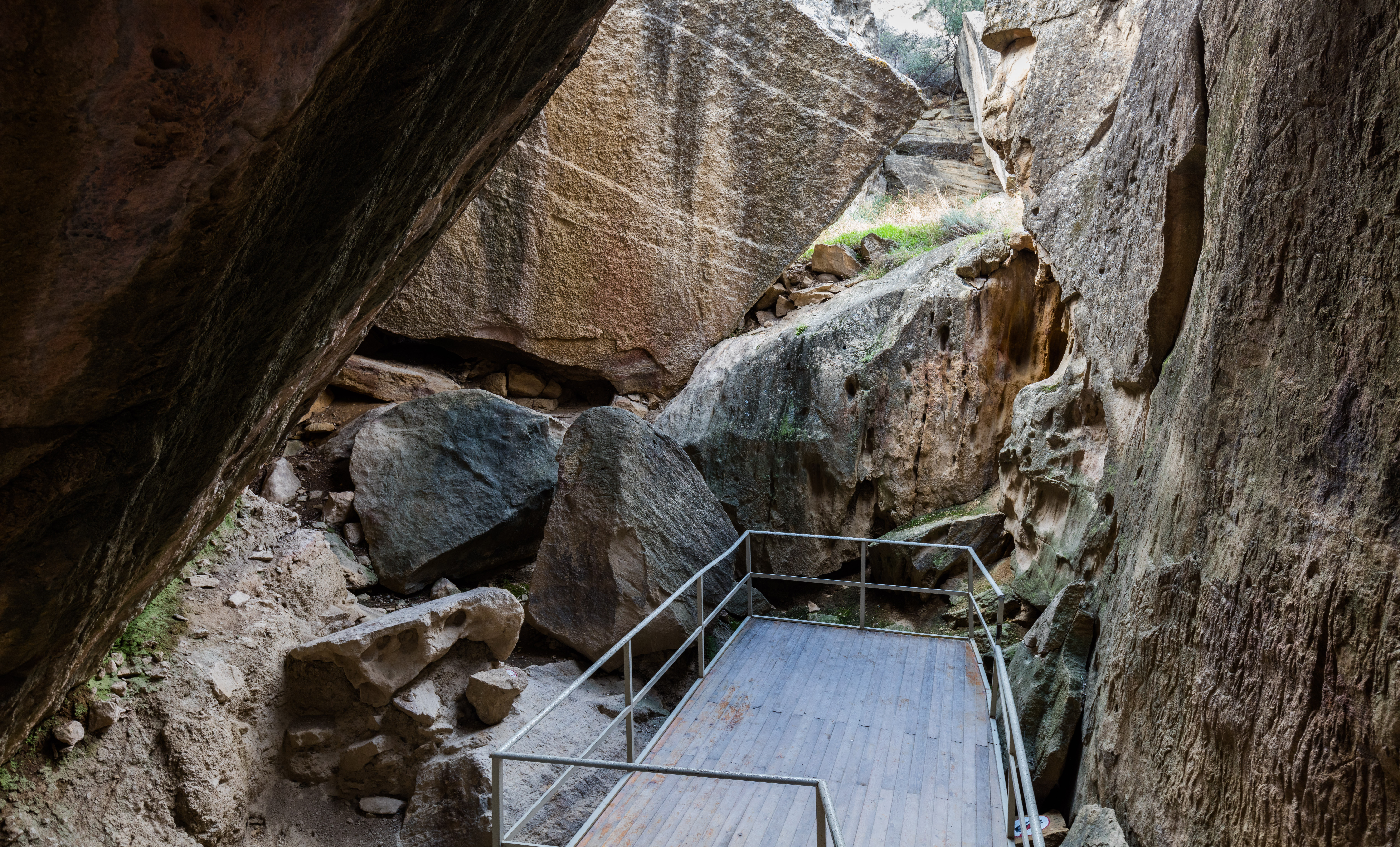
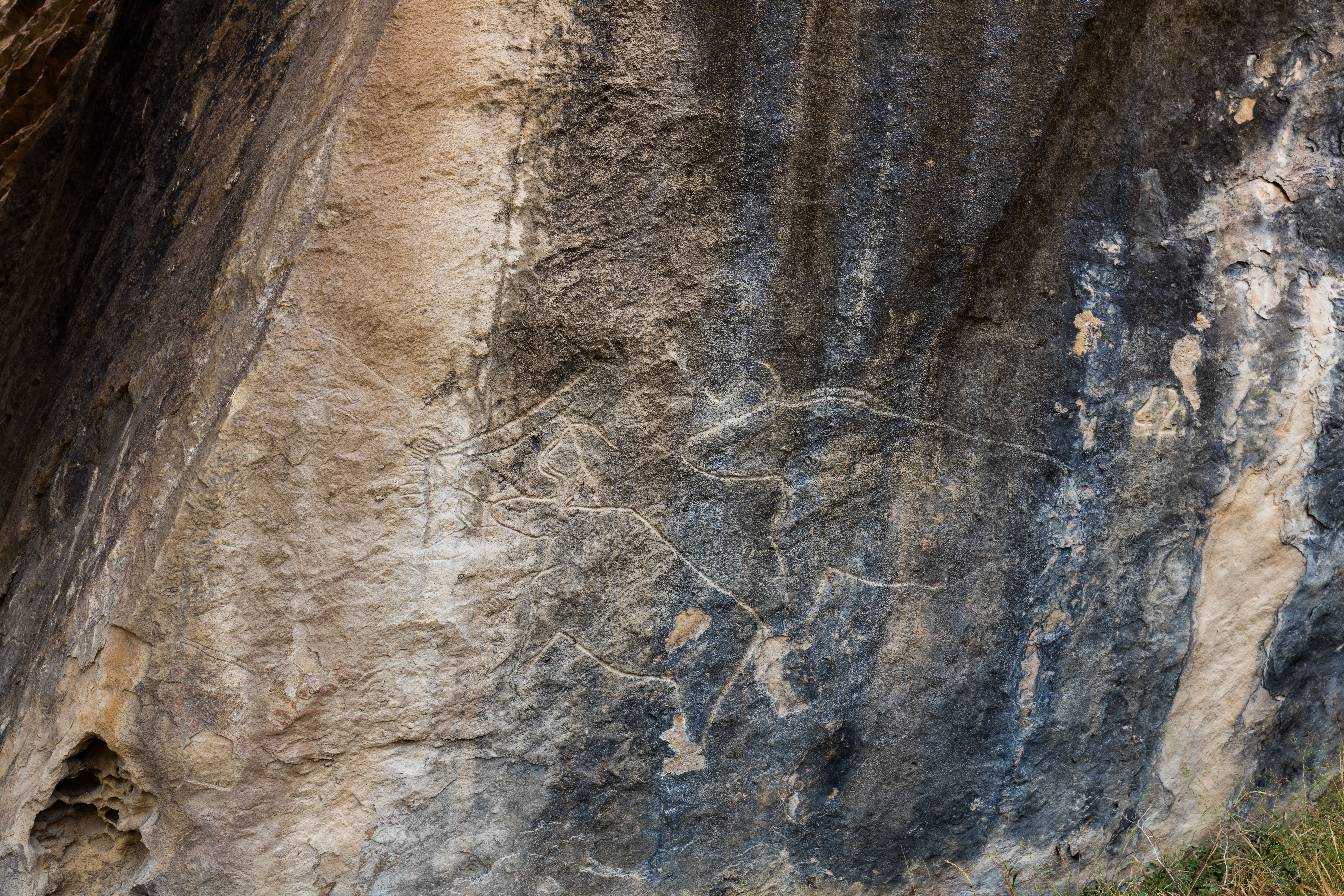
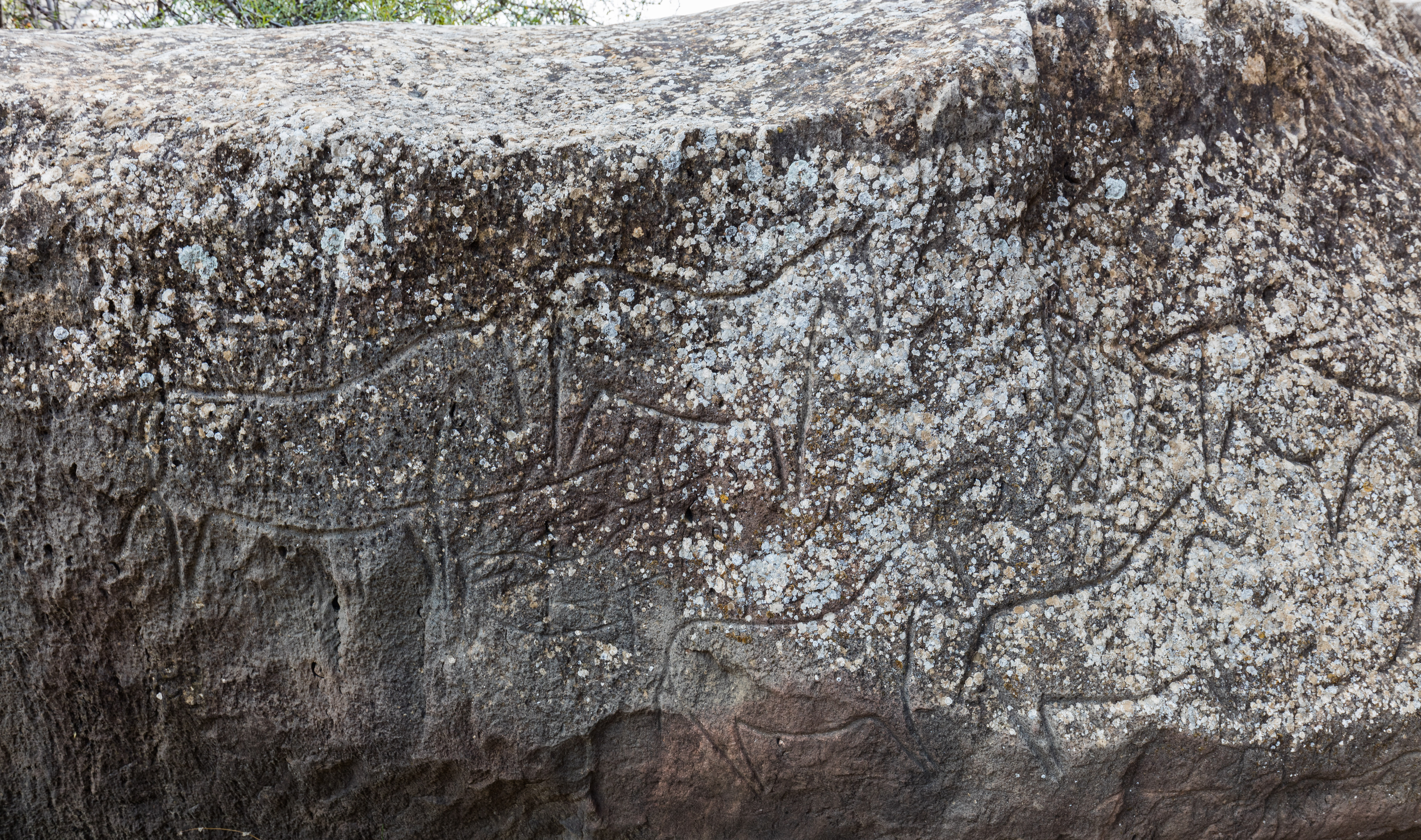
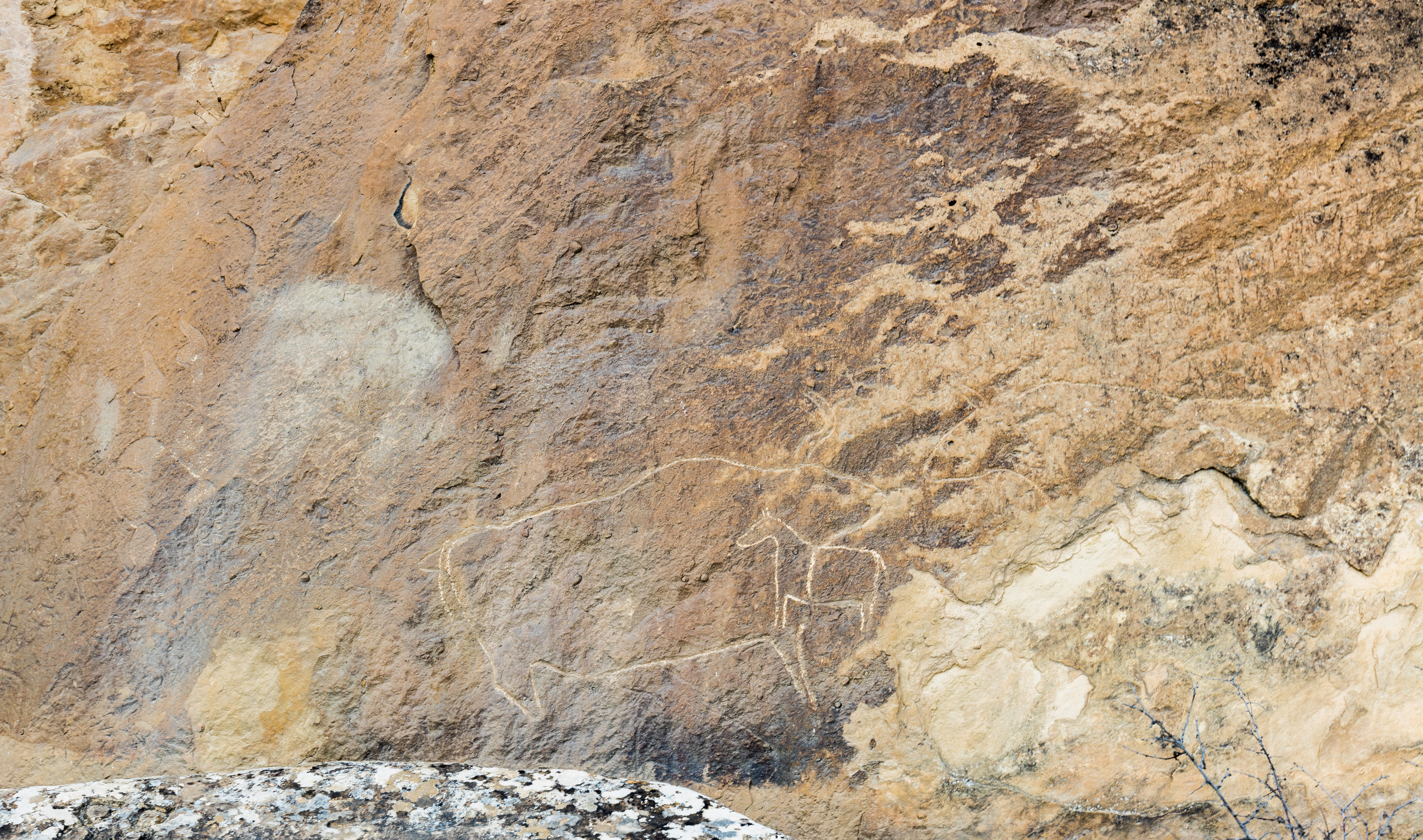
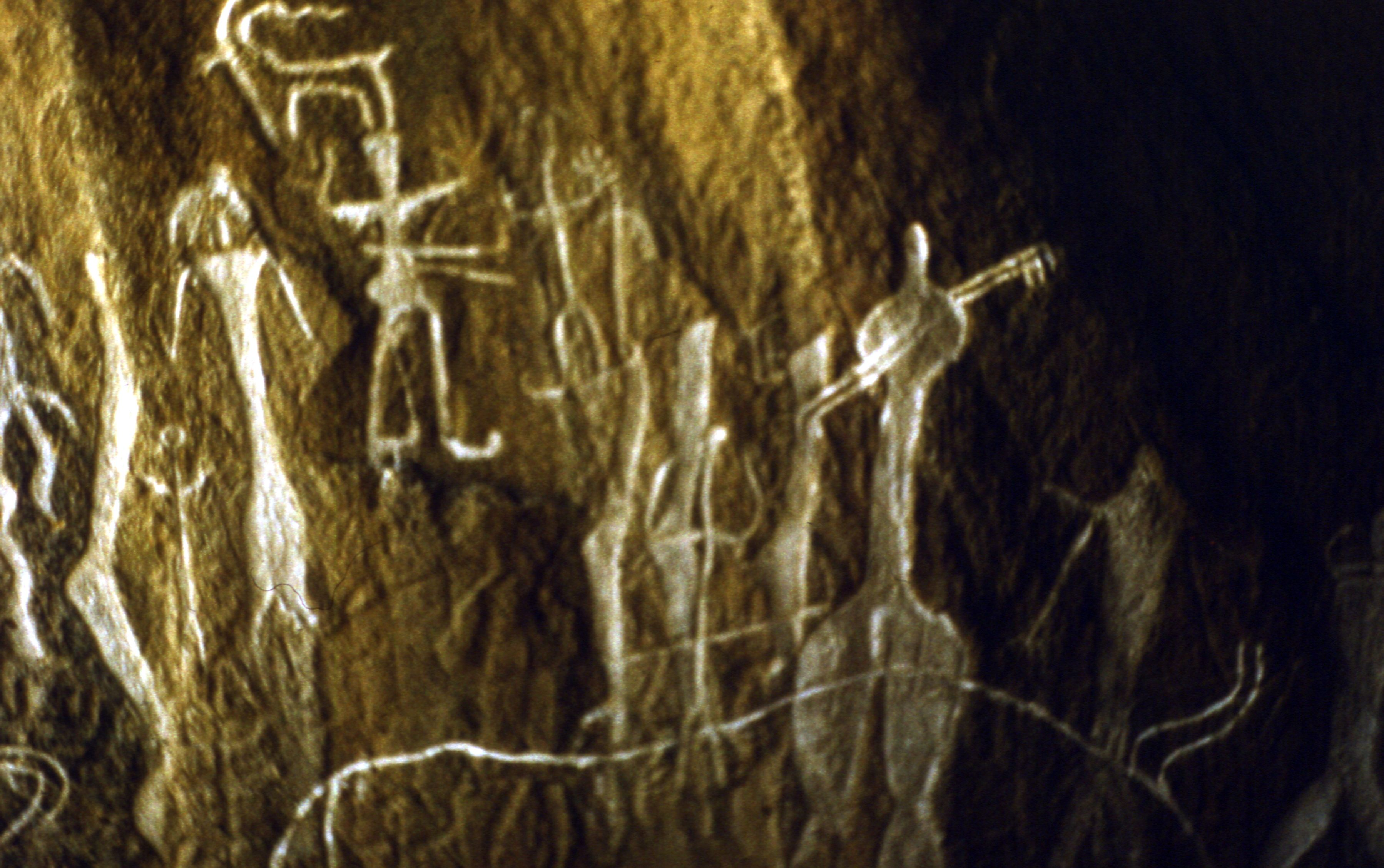

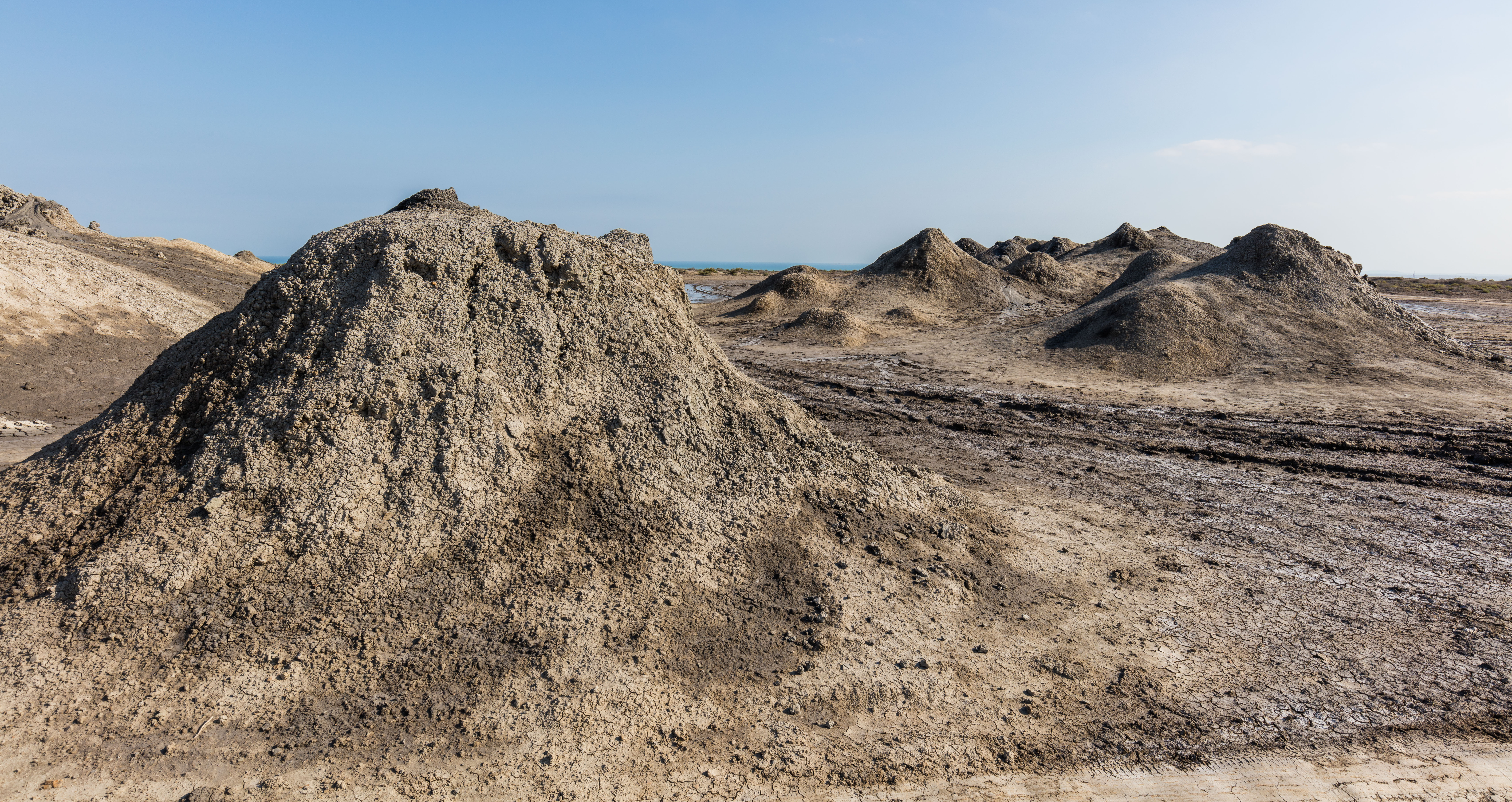
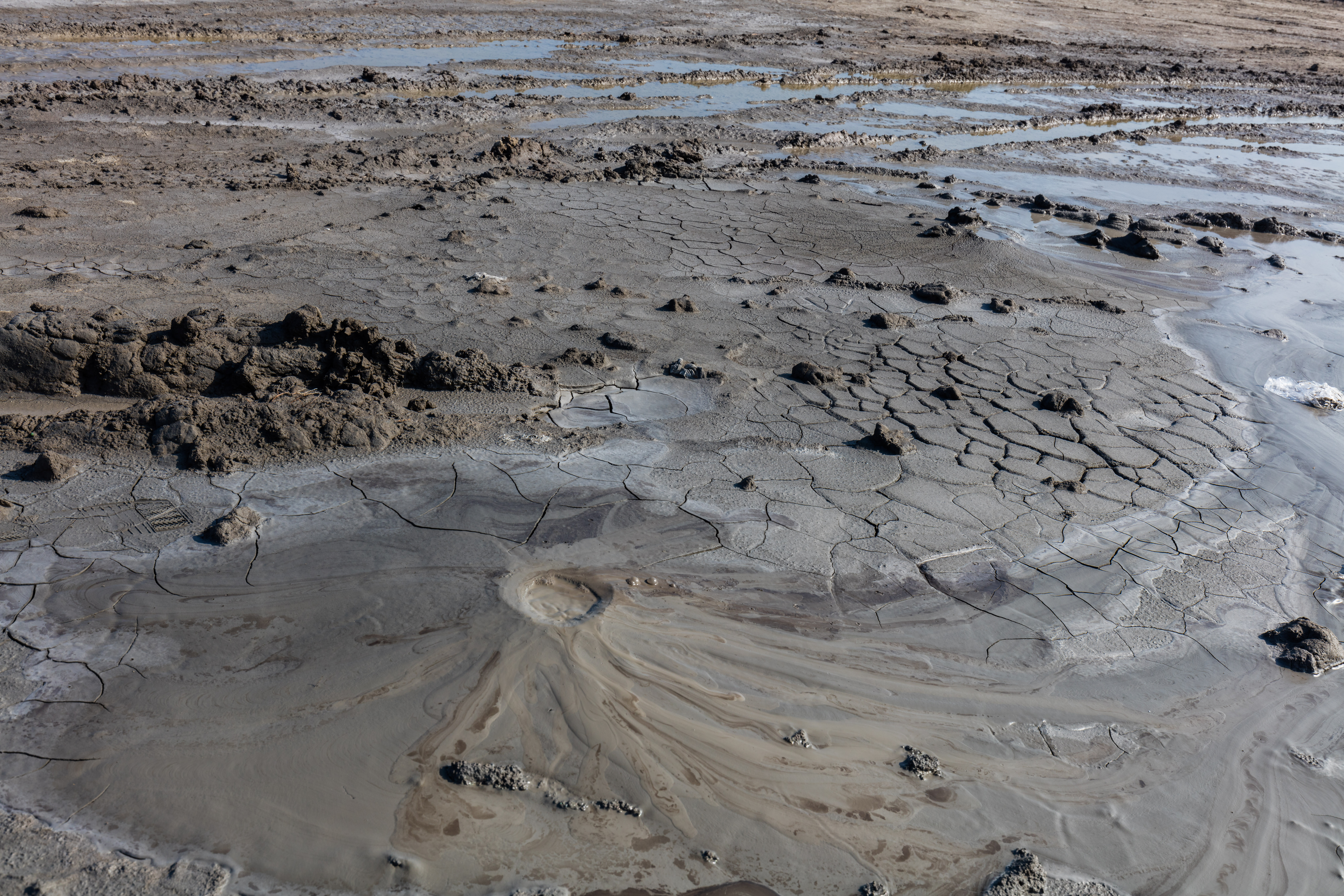
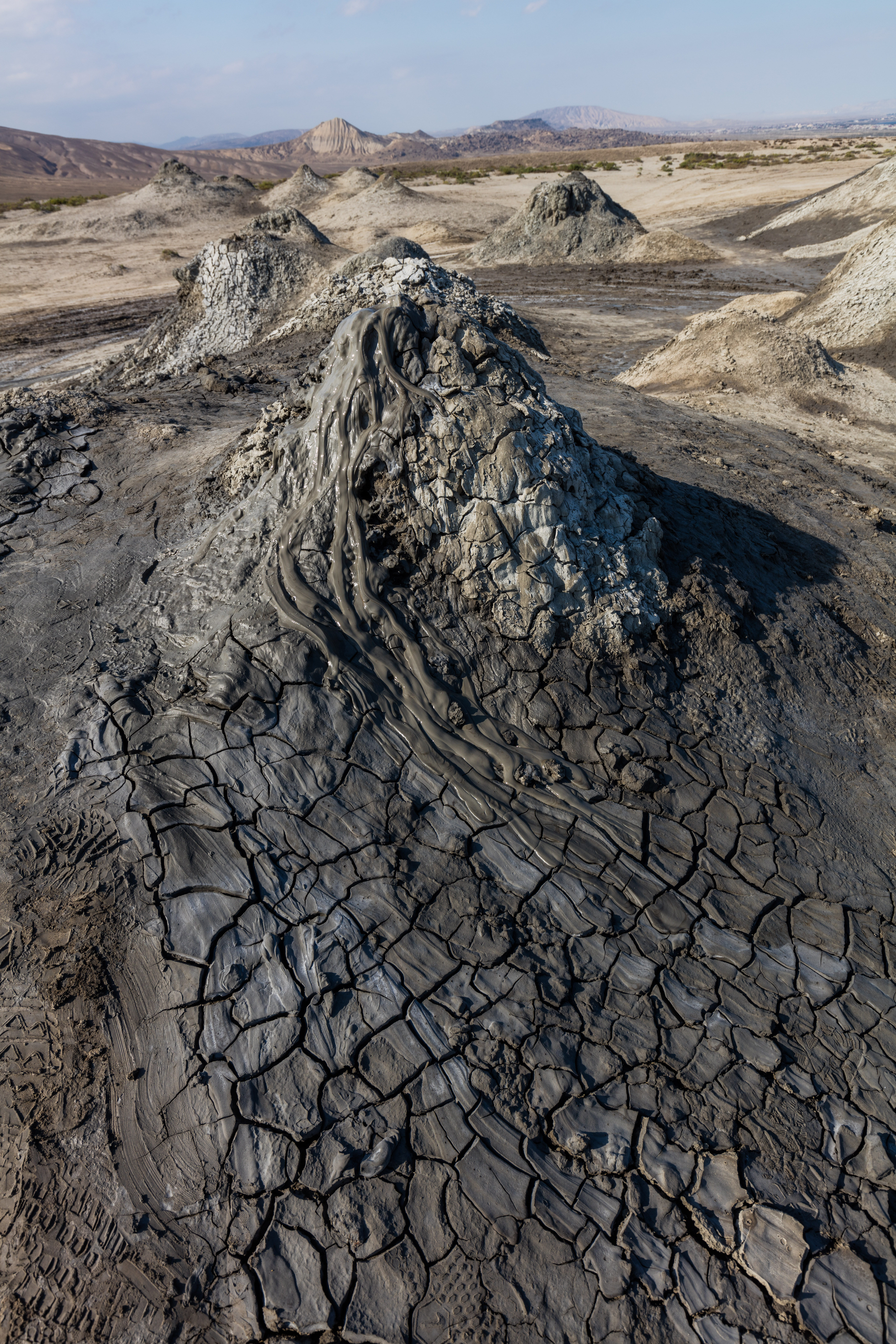
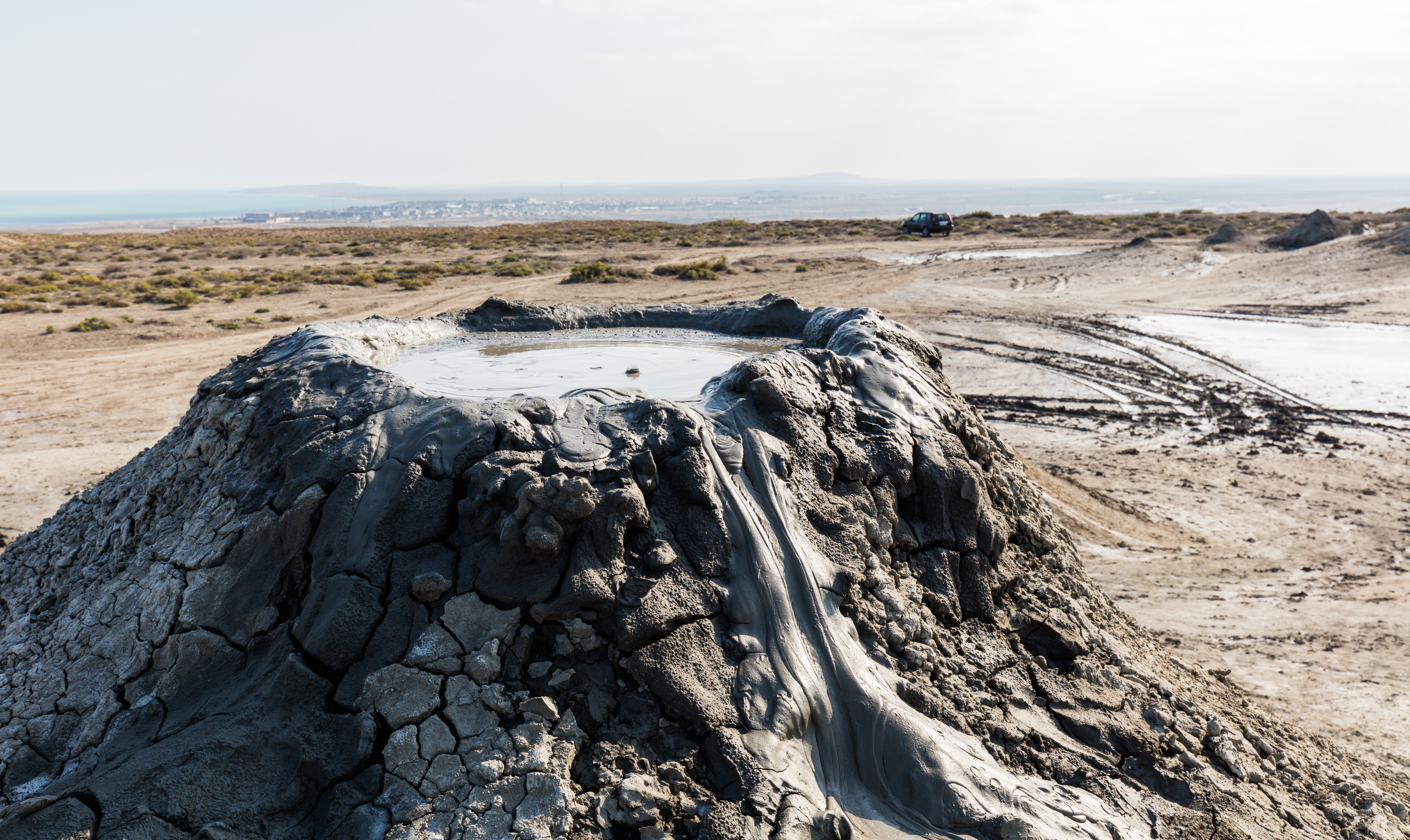
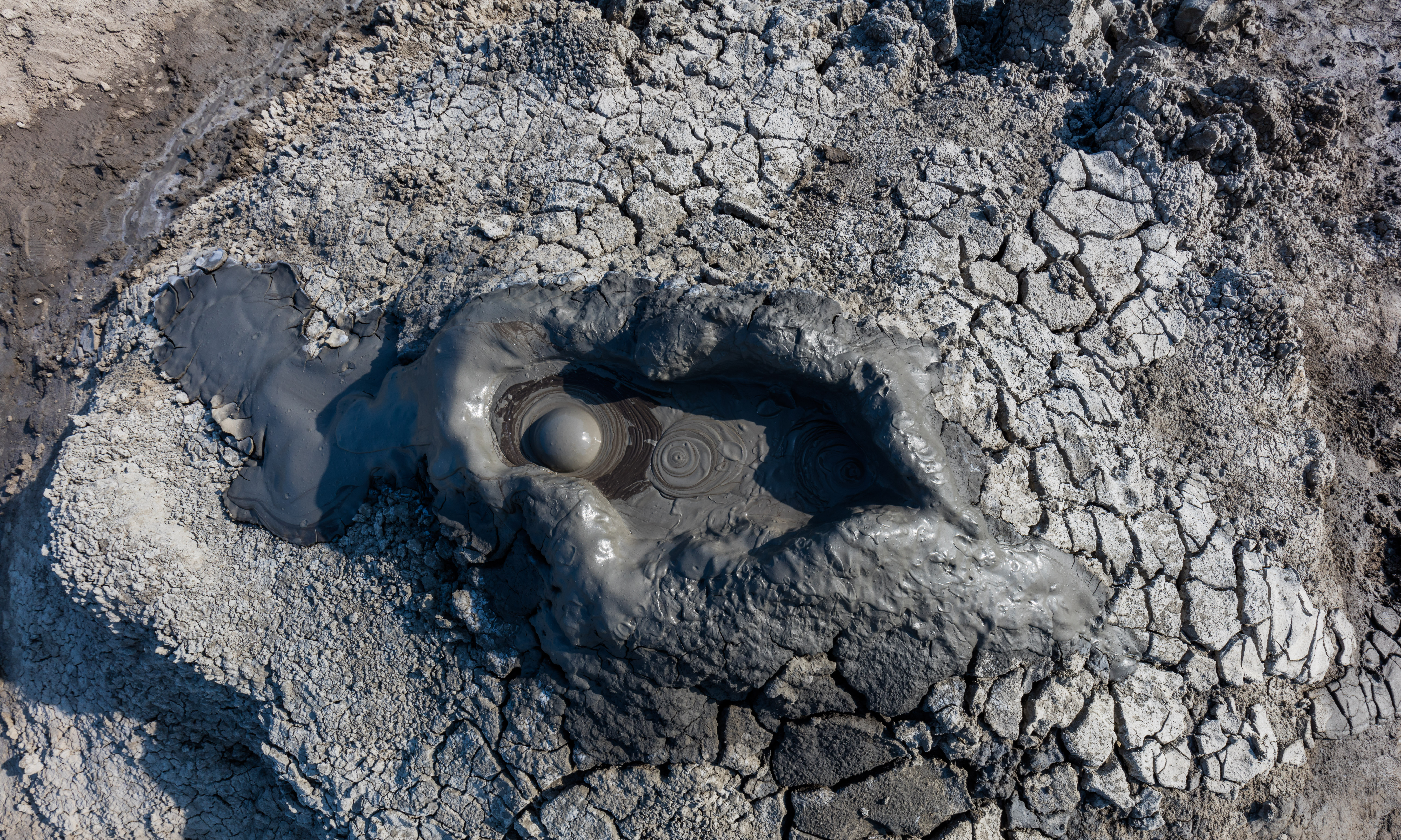
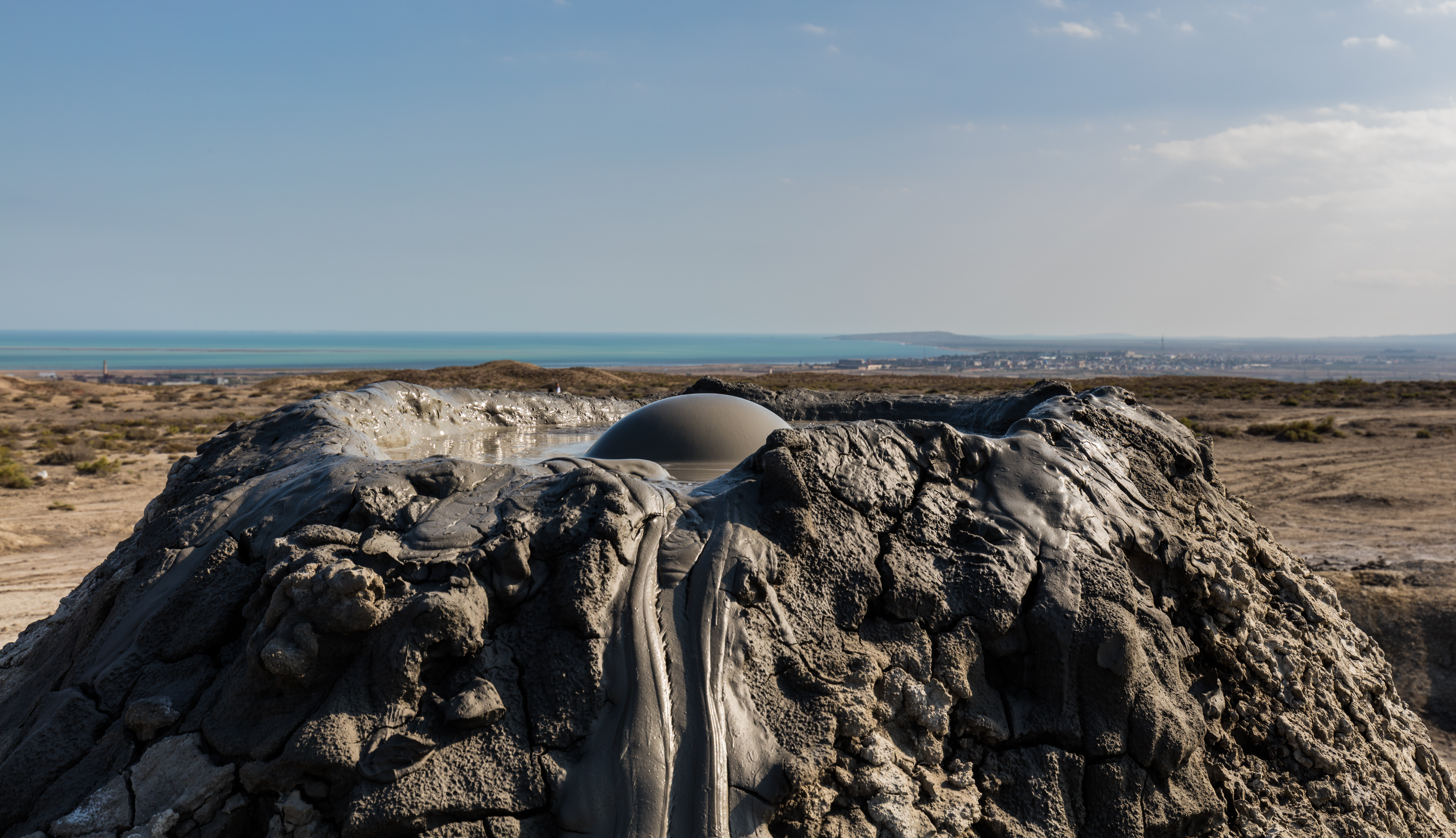

Petròglifs
Volcans de fang del parc nacional.